# Água Grande
El districte d'Água Grande és un dels 6 districtes en què s'organitza territorialment la República Democràtica de São Tomé i Príncipe.

## Característiques
El districte d'Água Grande correspon a l'entorn metropolità de São Tomé, capital de l'estat i del districte. S'ubica a l'extrem nord-est de l'illa de São Tomé i limita a l'oest amb el districte de Lobata, al sud amb el de Mé-Zóchi i al nord i est amb l'oceà Atlàntic. És el districte més petit del país, amb una extensió de només 17 km², però, en canvi, és el més poblat, amb 69.454 habitants, segons el cens de 2012, gairebé un 40% del total del país.

## Població
- 1940 8,431 (13.9% de la població nacional)
- 1950 7,821 (13.0% de la població nacional)
- 1960 9,586 (14.9% de la població nacional)
- 1970 19,636 (26.6% de la població nacional)
- 1981 32,375 (33.5% de la població nacional)
- 1991 42,331 (36.0% de la població nacional)
- 2001 51,886 (37.7% de la població nacional)

## Assentaments
El principal assentament és la ciutat de São Tomé. Altres assentaments són:
- Água Porca
- Almeirim
- Boa Morte
- Madre Deus
- Oquê del Rei
- Pantufo
- Quinta Santo Antonio
- Riboque
- São Marçal

## Agermanaments
- Lisboa